# Gymnase de l'Université de l'agriculture de Chine
 (avril 2025).
Si vous disposez d'ouvrages ou d'articles de référence ou si vous connaissez des sites web de qualité traitant du thème abordé ici, merci de compléter l'article en donnant les références utiles à sa vérifiabilité et en les liant à la section « Notes et références ».
Le Gymnase de l'Université de l'agriculture de Chine (en chinois : 中国农业大学体育馆) est une salle de sports située sur le campus de l'Université agricole de Chine, à Pékin. Construit spécialement pour les Jeux olympiques d'été de 2008, elle accueillera les épreuves de lutte. 
D'une superficie de 23 950 mètres carrés et d'une capacité de 8 200 spectateurs, cette enceinte sera transformée, après les Jeux olympiques, en un complexe sportif destiné aux étudiants de l'Université. 
La construction a débuté au mois de juin 2005 et s'est achevée en juillet 2007.

## Liens
- (fr) Le Gymnase de l'Université de l'agriculture de Chine sur le site des Jeux olympiques d'été de 2008